# Aston Martin AMB 001
La Aston Martin AMB 001 è una motocicletta prodotta dall'azienda britannica Aston Martin insieme alla casa motociclistica Brough Superior a partire da Aprile 2022. 
È la prima motocicletta con il marchio Aston Martin.

## Descrizione
Presentata ad EICMA nel novembre 2019, l'AMB 001, è una motocicletta fuori serie non omologata per la circolazione stradale, prodotta in serie limitata a cento esemplari a Tolosa in Francia dalla casa motociclistica Brough Superior.
La moto si caratterizza per avere un telaio che adotta una struttura multi-materiale in fibra di carbonio e titanio, permettendo di contenere il peso il 185 kg. Inoltre l'AMB 001 adotta alcune soluzioni tecniche atipiche, come per il sistema delle sospensioni che all'avantreno adottato uno schema a quadrilatero con doppio braccio oscillante e mono ammortizzatore in luogo della classica forcella. Inoltre il motore, un bicilindrico a V di 88° di 997 cm³, è alimentato da un turbocompressore a geometria variabile ed eroga una potenza massima di 183 CV.